# Naeem Mohaiemen
Naeem Mohaiemen (* 1969 in London) ist ein britischer Filmemacher, Fotograf und Installationskünstler.

## Leben und Werk
Naeem Mohaiemen wurde als Sohn bengalischer Eltern in London geboren und wuchs in Dhaka, Bangladesch auf. Er studierte Anthropologie und absolvierte den Ph.D. an der Columbia University. Künstlerisch arbeitet er in den Bereichen Fotografie, Video, Multimedia und Installation. Von 2001 bis 2006 war Naeem Mohaiemen Mitglied von Visible Collective. Die aus Künstlern, Aktivisten, Organisatoren und Rechtsanwälten bestehende Gruppe befasste sich mit den Auswirkungen von Sicherheitsbestimmungen und Racial Profiling nach den Terroranschlägen am 11. September 2001. 2014 wurde Mohaiemen mit einem Guggenheim-Stipendium ausgezeichnet und 2018 für den Turner Prize nominiert. 2006 war Mohaiemen Teilnehmer der Whitney Biennial, 2014 stellte er in der  Kunsthalle Basel und 2015 im Iniva in London aus. Seine Filme Tripoli Cancelled (2017) und Two Meetings and a Funeral (2017) wurden auf der documenta 14 in Kassel gezeigt.
Zum Anlass für den Film „Tripoli Cancelled“ nahm Mohaiemen die Erfahrungen seines Vaters, der 1977 neun Tage lang auf dem Flughafen von Athen festsaß, weil er seinen Pass verloren hatte. Sein 95-minütiger Film zeigt den Alltag eines Mannes, der eine Woche lang auf einem Flughafen lebt.

## Filmografie
- 2009: Rankin Street 1953
- 2011: United Red Army
- 2014: Afsan’s Long Day
- 2017: Tripoli Cancelled
- 2017: Two Meetings and a Funeral